# Universidade Federal de São João del-Rei
A Universidade Federal de São João del-Rei (UFSJ) é uma instituição de ensino superior pública federal, sediada na cidade de São João del-Rei, com unidades educacionais em Ouro Branco, Divinópolis e Sete Lagoas, todas localizadas no estado de Minas Gerais.

## História
A Universidade Federal de São João del-Rei (UFSJ) tem uma história que remonta a 1953, quando a Inspetoria São João Bosco estabeleceu a Faculdade Dom Bosco de Filosofia, Ciências e Letras - FADOM. A FADOM foi criada com o objetivo de proporcionar formação profissional aos religiosos da Congregação mantenedora, de acordo com as exigências oficiais. Seus estatutos foram aprovados pelo Governo Federal por meio do Decreto 34.392, de 27 de outubro de 1953, assinado pelo presidente Getúlio Vargas, tendo Tancredo Neves como Ministro da Justiça na época.
A Faculdade Dom Bosco foi inaugurada em 9 de março de 1954, inicialmente como um internato, oferecendo os cursos de Filosofia, Ciências, Pedagogia e Letras (Clássicas e Anglo-Germânicas). Somente dois anos após sua instalação, a faculdade passou a oferecer também educação externa. O curso de Psicologia iniciou as atividades em 1972. Além disso, foram oferecidos os cursos de Ciências Sociais e Didática, que foram extintos antes da federalização.
A Fundação Municipal de São João del-Rei foi criada em 1970 e iniciou suas atividades em 1972, sendo mantenedora da Faculdade de Ciências Econômicas, Administrativas e Contábeis – FACEAC e da Faculdade de Engenharia Industrial – FAEIN. A FACEAC foi instalada e o início de suas atividades ocorreu em 1972, sendo que as primeiras turmas de Ciências Econômicas e Administração colaram grau em 16 de julho de 1976. A FAEIN teve seus cursos de Engenharia de Operações, Engenharia Industrial Elétrica e Engenharia Industrial Mecânica autorizados em 1975 e reconhecidos em 1978. Em 1979 colaram grau os primeiros engenheiros. O curso de Engenharia de Operações encerrou suas atividades no fim da década de 1970.
Instituída pela Lei 7.555 de 28 de dezembro de 1986, a Fundação de Ensino Superior de São João del-Rei (FUNREI) foi o resultado da reunião e federalização de duas instituições: Faculdade Dom Bosco de Filosofia, Ciências e Letras até então mantida pela Inspetoria de São João Bosco e criada pelo Decreto Federal nº 34.392, de 27 de outubro de 1953; e a Fundação Municipal de São João del-Rei, criada pela Lei Municipal nº. 1.177, de 6 de outubro de 1970, mantenedora da Faculdade de Ciências Econômicas, Administrativas e Contábeis (FACEAC) e da Faculdade de Engenharia Industrial (FAEIN). As três faculdades citadas permaneceram até a entrada em vigor do estatuto e regimento da FUNREI de 1990, que instituiu uma estrutura departamental. 
Posteriormente, a FUNREI foi transformada em universidade por meio da Lei nº 10.425, de 19 de abril de 2002, passando a ser chamada de Universidade Federal de São João del-Rei (UFSJ). A sigla UFSJ foi escolhida pela comunidade acadêmica. Essa transformação conferiu à instituição o status de universidade federal, ampliando sua abrangência e consolidando seu papel como uma instituição de ensino superior de excelência na região.

## Unidades

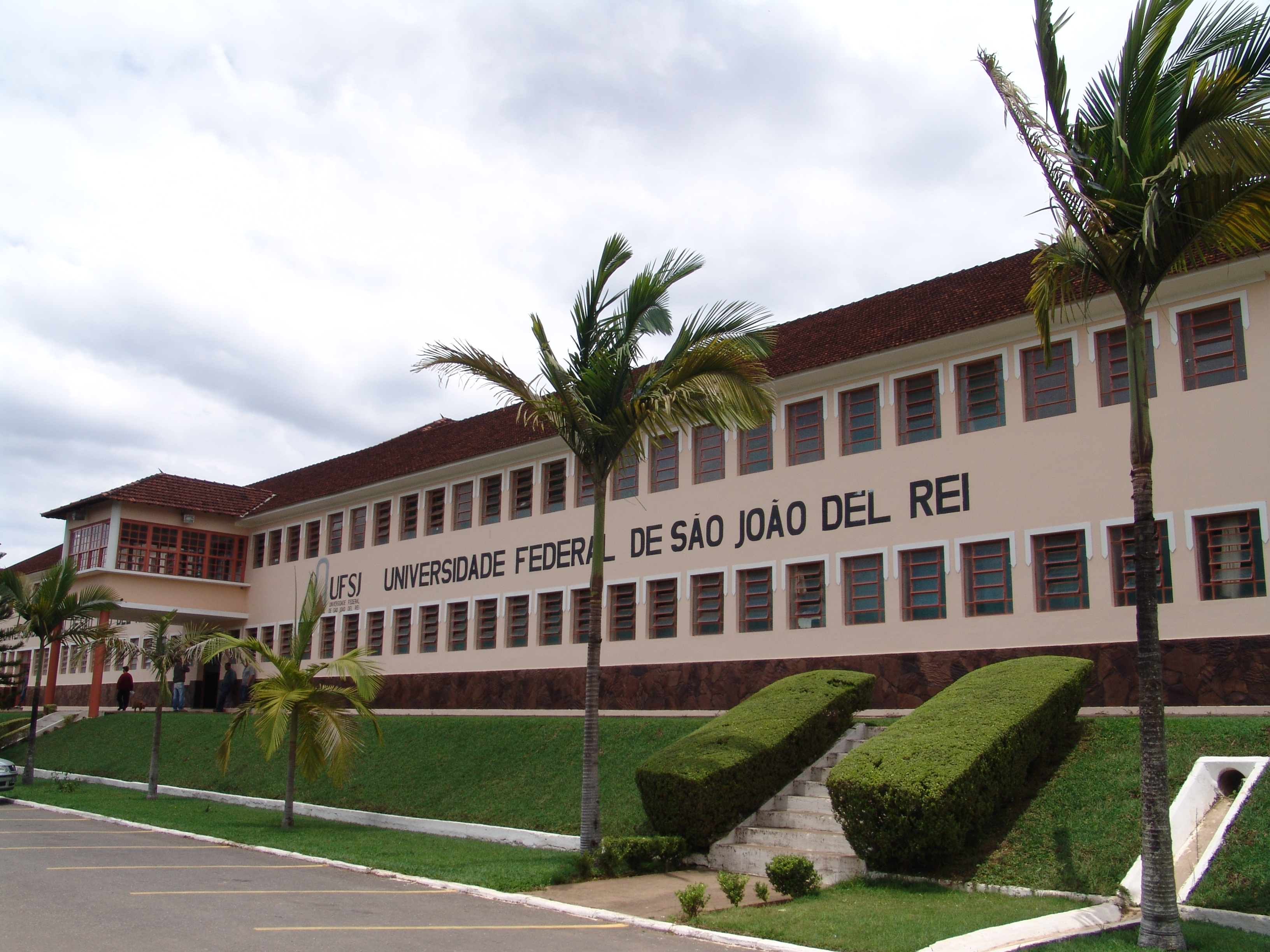
Fachada do Campus Tancredo de Almeida Neves (CTan)

A UFSJ é uma instituição multiunidade, formada por 6 unidades educacionais e 5 unidades especiais. As unidades educacionais e unidades especiais são os locais de propriedade da UFSJ ou estão sob sua responsabilidade na forma de comodato:
- Campus Alto Paraopeba (CAP) - Ouro Branco (cedido em comodato pela Gerdau desde 2007)
- Campus Centro-Oeste "Dona Lindu" (CCO) - Divinópolis (doado pela prefeitura de Divinópolis em 2007)
- Campus Dom Bosco (CDB) - São João del-Rei (abrigava a Faculdade Dom Bosco)
- Campus Santo Antônio (CSA) - São João del-Rei (sede) (abrigava a Fundação Municipal de São João del-Rei)
- Campus Sete Lagoas (CSL) - Sete Lagoas (cedido em comodato pela EMBRAPA, em 2008)
- Campus Tancredo de Almeida Neves (CTan) - São João del-Rei (cedido em comodato pelo município de São João del-Rei, em 2004)
- Fortim dos Emboabas - São João del-Rei (em fase de doação desde 2009, parte do inventário do Almirante Max Justo Guedes)
- Solar da Baronesa (Centro Cultural da UFSJ) - São João del-Rei (adquirido em 1995)
- Centro de Referência Musicológica José Maria Neves (CEREM) - São João del-Rei (incorporado à UFSJ em 2012)
- Fazenda Experimental Boa Esperança - Distrito de São Miguel do Cajuru, São João del-Rei (adquirida em 2014)
- Fazenda Experimental Granja Manoa - Jequitibá (adquirida em 2014)

## Ensino

### Cursos de graduação
Os cursos de graduação da UFSJ estão divididos nas unidades educacionais dessa forma:
Campus Alto Paraopeba
- Bacharelado Interdisciplinar em Ciência e Tecnologia
- Engenharia de Bioprocessos - Bacharelado
- Engenharia de Telecomunicações - Bacharelado
- Engenharia Civil, com ênfase em Estrutura Metálica - Bacharelado
- Engenharia Mecatrônica - Bacharelado
- Engenharia Química - Bacharelado

Campus Centro-Oeste "Dona Lindu"
- Bioquímica - Bacharelado
- Enfermagem - Bacharelado
- Farmácia - Bacharelado
- Medicina - Bacharelado

Campus Dom Bosco
- Ciências Biológicas - Bacharelado e Licenciatura
- Filosofia - Bacharelado e Licenciatura
- Física - Bacharelado e Licenciatura
- História - Bacharelado e Licenciatura
- Letras - Licenciatura em língua inglesa
- Letras - Licenciatura em língua portuguesa
- Medicina - Bacharelado
- Pedagogia - Licenciatura
- Psicologia - Bacharelado
- Química - Bacharelado e Licenciatura

Campus Santo Antônio
- Engenharia de Produção - Bacharelado
- Engenharia Elétrica - Bacharelado
- Engenharia Mecânica - Bacharelado
- Matemática - Licenciatura

Campus Tancredo Neves
- Administração - Bacharelado
- Arquitetura e Urbanismo - Bacharelado
- Artes Aplicadas com ênfase em Cerâmica - Bacharelado
- Ciência da Computação - Bacharelado
- Ciências Contábeis - Bacharelado
- Ciências Econômicas - Bacharelado
- Comunicação Social (Jornalismo) - Bacharelado
- Educação Física -  Bacharelado  e Licenciatura
- Geografia - Bacharelado e Licenciatura
- Música - Licenciatura
- Teatro - Bacharelado e Licenciatura
- Zootecnia - Bacharelado

Campus Sete Lagoas
- Bacharelado Interdisciplinar em Biossistemas
- Engenharia Agronômica - Bacharelado
- Engenharia de Alimentos - Bacharelado
- Engenharia Florestal - Bacharelado

### Programas de pós-graduação
Campus Alto Paraopeba
- Tecnologias para o Desenvolvimento Sustentável - Mestrado
- Engenharia Química - Mestrado

Campus Centro-Oeste "Dona Lindu"
- Bioquímica e Biologia Molecular (em rede) - Mestrado e Doutorado
- Biotecnologia - Mestrado
- Ciências da Saúde - Mestrado e Doutorado
- Ciências Farmacêuticas - Mestrado
- Enfermagem - Mestrado

Campus Dom Bosco
- Bioengenharia - Mestrado e Doutorado
- Ciências Morfofuncionais - Mestrado
- Ecologia - Mestrado
- Educação - Mestrado
- Física (em associação com UFLA e Unifal-MG) - Mestrado
- Física e Química dos Materiais  - Mestrado e Doutorado
- História - Mestrado
- Letras - Mestrado
- Psicologia - Mestrado
- Química (multicêntrico) - Mestrado e Doutorado

Campus Santo Antônio
- Engenharia da Energia (em associação com o Cefet-MG) - Mestrado
- Engenharia Elétrica (em associação com o Cefet-MG) - Mestrado
- Engenharia Mecânica - Mestrado
- Matemática (em rede) - Mestrado profissional

Campus Sete Lagoas
- Ciências Agrárias - Mestrado

Campus Tancredo Neves
- Artes Cênicas - Mestrado
- Artes, Urbanidades e Sustentabilidade - Mestrado
- Ciência da Computação - Mestrado
- Geografia - Mestrado
- Desenvolvimento, Planejamento e Território - Mestrado

## Extensão
A extensão universitária ou acadêmica é uma ação de uma universidade junto à comunidade, disponibilizando ao público externo o conhecimento adquirido com o ensino e a pesquisa desenvolvidos. Essa ação produz um novo conhecimento a ser trabalhado e articulado.

### Inverno Cultural
A UFSJ realiza anualmente, na segunda quinzena do mês de julho o Inverno Cultural. Trata-se de um programa de extensão que a Universidade realiza, sem interrupções, desde 1988, por meio de oficinas, exposições, shows e seminários nas mais variadas linguagens da cultura e da arte.
O evento tem sido sinônimo de revitalização, promoção e incentivo às variadas formas de manifestações artístico-culturais, tornando-se, desde os primeiros anos, referência para o campo da cultura em geral. Mantendo seu formato original, o Inverno Cultural adquiriu, a partir de sua 18ª edição, nova dimensão: realização de atividades em 21 municípios dos Circuitos Turísticos “Trilha dos Inconfidentes” e “Villas e Fazendas”, ambos integrantes da “Estrada Real”; adquiriu também visibilidade em âmbito nacional, tanto em mídia impressa quanto audiovisual. Além disso, passou a eleger a cada ano uma personalidade ou obra a ser homenageada.
A cada ano, os temas e tributos foram:
- 2005: Otto Lara Resende
- 2006: Grande Sertão: Veredas
- 2007: São João del-Rei, Capital Brasileira da Cultura
- 2008: Clara Nunes
- 2009: Grande Otelo
- 2010: Paisagens sonoras: ver, ouvir, sentir
- 2011: Sentidos do Corpo
- 2012: Kairós: um tempo possível
- 2013: Todo Lugar é Aqui!
- 2014: Futebol - Copa do Mundo no Brasil
- 2015: Cultura da Água

### Centro Cultural
O casarão chamado "Solar da Baronesa" foi adquirido pela UFSJ em junho de 1995, abrigando a Diretoria Executiva por um tempo. Posteriormente foi pensado para abrigar um centro cultural que iniciou suas atividades em 28 de abril de 2000. As exposições se revezam constantemente. O prédio abriga também a Fundação Koellreutter.

### Centro de Referência Musicológica
Localizado próximo ao Solar da Baronesa, na Rua Marechal Bittencourt, está o Centro de Referência Musicológica José Maria Neves, incorporado em 2012 à UFSJ.

### Fortim dos Emboabas
Foi doado pelo seu antigo proprietário à UFSJ em 2009, porém aguarda fim do trâmite do inventário familiar para passagem oficial à Instituição.

## Dirigentes
Os dirigentes, incluindo diretores-executivos e reitores, da UFSJ foram:
| Nº | Nome                                      | Unidade de origem                                    | Período                                       | Titular           | Vice                                                                                           |
| 1  | João Bosco de Castro Teixeira Pro Tempore | Universidade Federal de Uberlândia                   | 21 de abril de 1987 a 22 de setembro de 1990  | Diretor-Executivo | ----                                                                                           |
| 2  | João Bosco de Castro Teixeira             | Departamento de Filosofia e Métodos                  | 22 de setembro de 1990 a 19 de agosto de 1994 | Diretor-Executivo | Magda Mara Assis                                                                               |
| 3  | José Raimundo Facion                      | Departamento de Psicologia                           | 19 de agosto de 1994 a 19 de agosto de 1998   | Diretor-Executivo | Frederico Ozanan Neves                                                                         |
| 4  | Antônio Lima Bandeira Pro Tempore         | Universidade Federal de Viçosa                       | 20 de agosto de 1998 a 23 de setembro de 1998 | Diretor-Executivo | -----                                                                                          |
| 5  | Mário Neto Borges                         | Departamento de Engenharia Elétrica                  | 24 de setembro de 1998 a 19 de abril de 2002  | Diretor-Executivo | Maria do Carmo Narciso Silva Gonçalves                                                         |
| 6  | Mário Neto Borges Pro Tempore             | Departamento de Engenharia Elétrica                  | 19 de abril de 2002 a 05 de agosto de 2004    | Reitor            | Maria do Carmo Narciso Silva Gonçalves                                                         |
| 7  | Helvécio Luiz Reis                        | Departamento de Ciências Administrativas e Contábeis | 06 de agosto de 2004 a 07 de agosto de 2008   | Reitor            | Wlamir José da Silva                                                                           |
| 8  | Helvécio Luiz Reis                        | Departamento de Ciências Administrativas e Contábeis | 08 de agosto de 2008 a 05 de junho de 2012    | Reitor            | Valéria Heloísa Kemp                                                                           |
| 9  | Valéria Heloísa Kemp                      | Departamento de Psicologia                           | 06 de junho de 2012 a 08 de maio de 2016      | Reitora           | Sérgio Augusto Araújo da Gama Cerqueira                                                        |
| 10 | Sérgio Augusto Araújo da Gama Cerqueira   | Departamento de Engenharia Mecânica                  | 09 de maio de 2016 - 08 de maio de 2020       | Reitor            | Marcelo Pereira de Andrade (até 09/04/2018) Valdir Mano - Pro Tempore (a partir de 23/08/2018) |
| 11 | Marcelo Pereira de Andrade                | Departamento de Ciências da Educação Física e Saúde  | 9 de maio de 2020 - atual                     | Reitor            | Rosy Iara Maciel de Azambuja Ribeiro                                                           |

| Cor   | Significado                                                             |
| ----- | ----------------------------------------------------------------------- |
| Verde | Eleito pela comunidade acadêmica e nomeado pelo Presidente da República |
| Bege  | Nomeado pelo Presidente da República                                    |

## Fundação de apoio
A Fundação de Apoio à Universidade Federal de São João del-Rei, conhecida também por sua sigla FAUF, é uma fundação ligada à UFSJ. Tem entre seus objetivos, promover o apoio institucional e, para tal, desempenha atividades efetivas de Ensino, Pesquisa, Cultura, Extensão e Administração.